# Cerotainia clavijoi
Cerotainia clavijoi là một loài ruồi trong họ Asilidae. Cerotainia clavijoi được Kaletta miêu tả năm 1986. Loài này phân bố ở vùng Tân nhiệt đới.